# Warcabnik

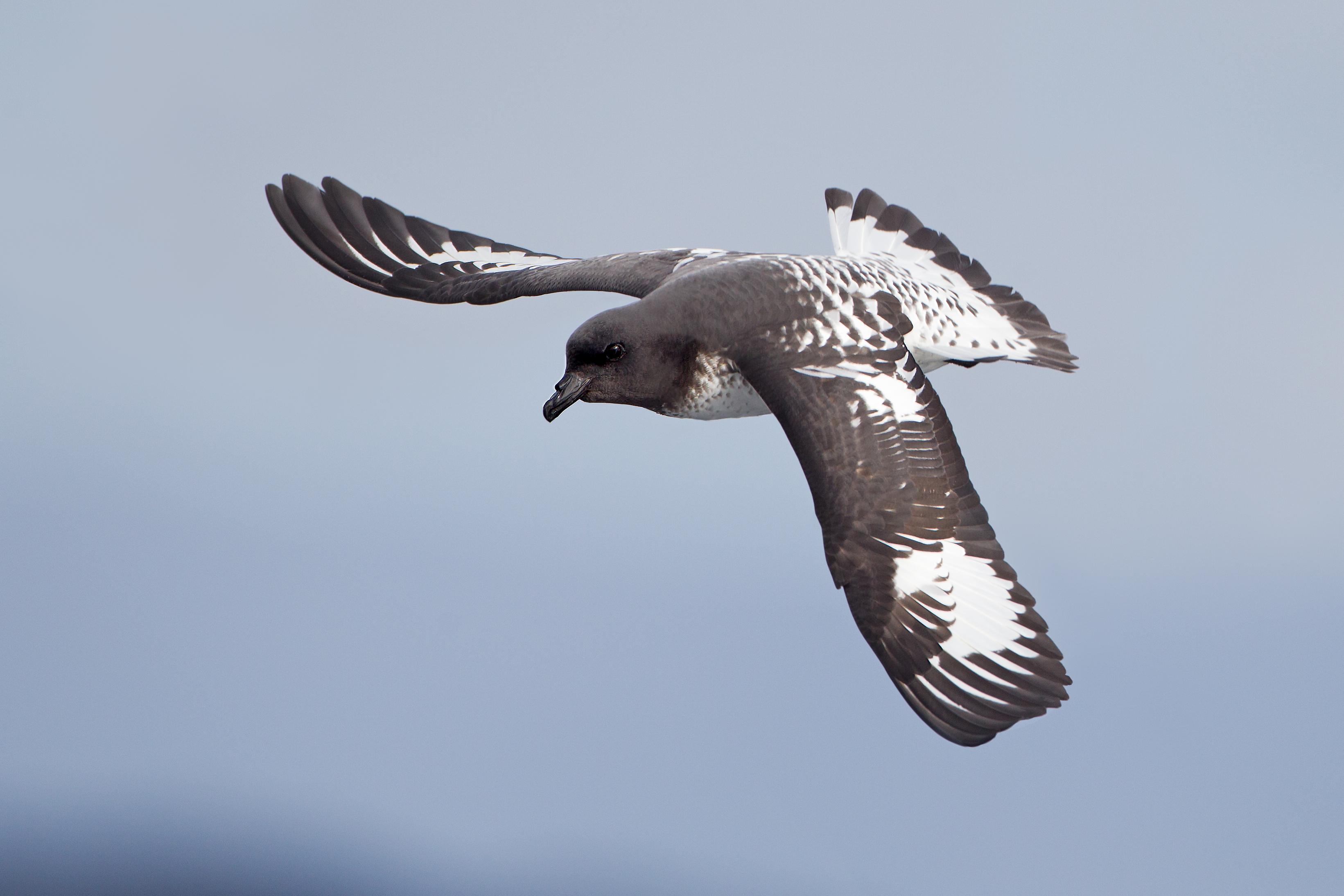
Podgatunek australe w locie

Warcabnik (Daption capense) – gatunek średniej wielkości ptaka z rodziny burzykowatych (Procellariidae), jedyny przedstawiciel rodzaju Daption. Występuje na oceanach półkuli południowej aż po Antarktydę. Żeruje, osiadając na wodzie i zanurzając głowę lub płytko nurkując.
WyglądGłowa i szyja czarne. Spód ciała biały. Grzbiet czarno-biały. Ogon biały w czarne plamy z czarnym zakończeniem.
RozmiaryDługość ciała 38–40 cm, rozpiętość skrzydeł 81–91 cm, masa ciała 340–528 g.
Zasięg, środowiskoOtwarty ocean, wyspy i wybrzeża kontynentów południowych; zimę spędza nad wodą.
PożywienieRyby, kałamarnice oraz inne morskie organizmy.
RozmnażanieRozmnaża się w niewielkich koloniach na wybrzeżach i wyspach; gniazduje w zagłębieniach skał; składa 1 jajo, które wysiadują oboje rodzice.
PodgatunkiWyróżnia się dwa podgatunki D. capense:
- D. c. capense (Linnaeus, 1758) – warcabnik antarktyczny – Antarktyda i wyspy subantarktyczne od Georgii Południowej na wschód po  Wyspę Heard
- D. c. australe Mathews, 1913 – warcabnik nowozelandzki – wody oceanów od strefy umiarkowanej po subantarktyczną pomiędzy Australazją i Antarktydą, lęgi na wyspach w rejonie Nowej Zelandii

StatusMiędzynarodowa Unia Ochrony Przyrody (IUCN) uznaje warcabnika za gatunek najmniejszej troski (LC – Least Concern). W 2004 roku liczebność populacji szacowano na ponad 2 miliony osobników. Ze względu na brak dowodów na spadki liczebności bądź istotne zagrożenia dla gatunku BirdLife International uznaje trend liczebności populacji za stabilny.